# Övre Kroksjön, Lappland
Övre Kroksjön är en sjö i Vilhelmina kommun i Lappland och ingår i Ångermanälvens huvudavrinningsområde. Sjön har en area på 0,665 kvadratkilometer och ligger 394,3 meter över havet. Sjön avvattnas av vattendraget Datikån.

## Delavrinningsområde
Övre Kroksjön ingår i det delavrinningsområde (719433-150202) som SMHI kallar för Utloppet av Övre Kroksjön. Medelhöjden är 427 meter över havet och ytan är 4,05 kvadratkilometer. Det finns ett avrinningsområde uppströms, och räknas det in blir den ackumulerade arean 44,74 kvadratkilometer. Datikån som avvattnar avrinningsområdet har biflödesordning 2, vilket innebär att vattnet flödar genom totalt 2 vattendrag innan det når havet efter 316 kilometer. Avrinningsområdet består mestadels av skog (63 procent). Avrinningsområdet har 0,66 kvadratkilometer vattenytor vilket ger det en sjöprocent på 16,3 procent.